# Bisdom Villa de la Concepción del Río Cuarto

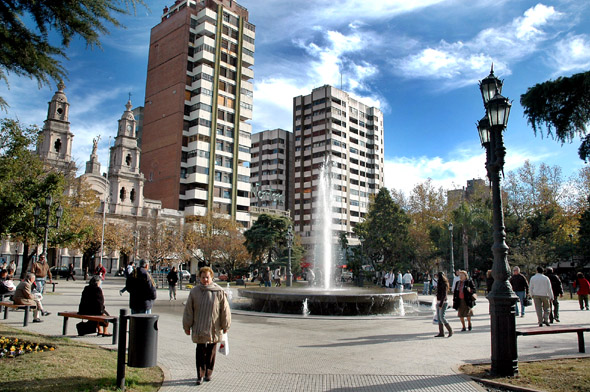
De kathedraal van Río Cuarto (links)

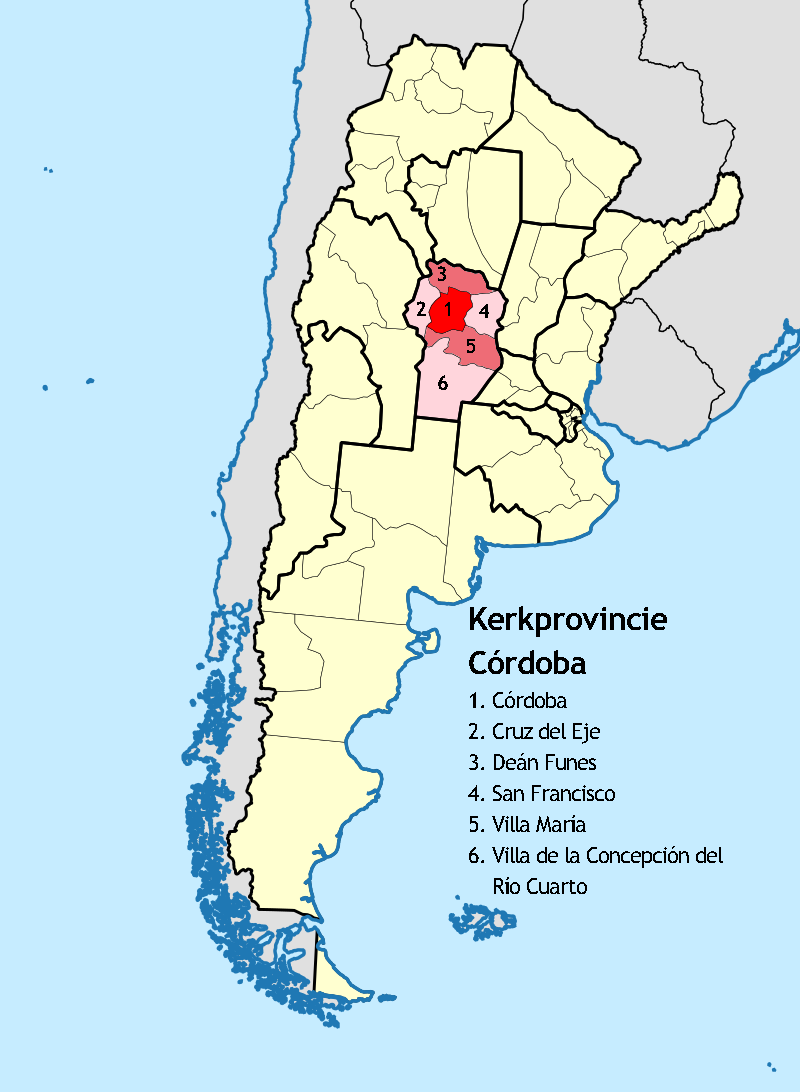
Het bisdom (6) binnen de kerkprovincie Córdoba

Het bisdom Villa de la Concepción del Río Cuarto (Latijn: Dioecesis Rivi Quarti Immaculatae Conceptionis) is een rooms-katholiek bisdom met als zetel Río Cuarto in Argentinië. Het bisdom is suffragaan aan het aartsbisdom Córdoba. Het bisdom werd opgericht in 1934 als het bisdom Río Cuarto en kreeg in 1995 zijn huidige naam.
In 2020 telde het bisdom 52 parochies. Het bisdom heeft een oppervlakte van 58.519 km2 en telde in 2020 500.000 inwoners waarvan 95,3% rooms-katholiek waren. 

## Bisschoppen
- Leopoldo Buteler (1934-1961)
- Moisés Julio Blanchoud (1962-1984)
- Adolfo Roque Esteban Arana (1984-1992)
- Ramón Artemio Staffolani (1992-2006)
- Eduardo Eliseo Martín (2006-2014)
- Adolfo Armando Uriona, F.D.P. (2014-)

Córdoba (aartsbisdom) · Cruz del Eje · Deán Funes (territoriale prelatuur) · San Francisco · Villa de la Concepción del Río Cuarto · Villa María